# Salhus
Salhus est une localité du comté de Nordland, en Norvège.

## Géographie
Administrativement, Salhus fait partie de la kommune de Brønnøy.